# Рижский вокзал
Ри́жский вокза́л (до 1930 — Винда́вский, до середины 1930−х — Балти́йский, до 1948 — Рже́вский) — пассажирский терминал станции Москва-Рижская. Один из десяти железнодорожных вокзалов Москвы, расположен на Рижской площади, на пересечении проспекта Мира и улицы Сущёвский Вал.
С 1 марта 2023 по 1 сентября 2024 года вокзал был временно закрыт для посадки и высадки пассажиров из-за строительства транспортно-пересадочного узла и модернизации здания вокзала.
Соседний остановочный пункт Дмитровская МЦД-2, так как на Марьиной Роще пригородные поезда от и до Рижского вокзала не останавливаются.

## Описание
Рижский вокзал входит в Московскую региональную дирекцию Дирекции железнодорожных вокзалов.
Станция Москва-Рижская Московской железной дороги входит в Московско-Смоленский центр организации работы железнодорожных станций ДЦС-3 Московской дирекции управления движением. По характеру работы является пассажирской, по объёму работы отнесена к первому классу. Является начальным пунктом Рижского направления МЖД, как части Московско-Виндавской магистрали. Не является тупиковой в целом, через станцию также проходит транзитом Алексеевская соединительная линия, с которой есть съезд на Рижское направление.
До закрытия вокзала на реконструкцию два перронных пути (№ 1, 2) рядом с двумя низкими пассажирскими платформами, у которых расположено пассажирское здание, обслуживали поезда дальнего следования на Ригу, Великие Луки, Псков. С февраля 2021 года было запланировано прекращение движения поездов дальнего следования от Рижского вокзала. Но потом отмена дальнего сообщения была перенесена на начало мая, а с начала июля пути задействованы для пригородного сообщения, для чего построена временная деревянная платформа и поставлены валидаторы. С отменой реверсивного движения на участке Москва-Каланчёвская — Курский вокзал она перестала использоваться пригородными поездами, перспективы её использования в дальнейшем неизвестны.
Ещё два перронных пути (№ 3, 4) расположены у высокой платформы и обслуживают часть пригородных поездов Рижского направления МЖД. Четыре пути между платформами ранее занимала экспозиция музея истории железнодорожного транспорта.
После реконструкции пригородные поезда отправляются с двух новых платформ (пути №1, 2, 7, 8).
На Рижском вокзале существует центр научно-технической информации ОАО «РЖД» и центр инновационного развития, в котором находится выставочный центр инноваций на железнодорожном транспорте (вход напротив музея железнодорожной техники).
В нескольких сотнях метров от вокзала расположен наземный павильон станции метро «Рижская», ещё далее — одноимённые остановочные пункты Алексеевской соединительной линии и Ленинградского направления ОЖД. Рижский вокзал работает с перерывом для уборки залов ожидания с 23:00 до 6:00.
В границах станции Москва-Рижская находится не только основное путевое развитие у Рижского вокзала, но и двухпутный участок Алексеевской соединительной линии:
- на западе — от платформы Москва-Станколит (не включая её, входные светофоры чуть восточнее платформы), в том числе развязка с Рижским направлением МЖД и бывшие Шереметьевский (к северу от развязки) и Алексеевский (к востоку) посты (посты ранее были отдельными, в 2000-х упразднены).
- на юго-востоке — до границы со станцией Москва-Каланчёвская у Крестовского путепровода со сменой чётности направлений. Платформа Рижская уже в границах Москвы-Каланчёвской, входные светофоры чуть западнее платформы.

Существует два передаточных стрелочных съезда на станцию Москва-Товарная главного хода Октябрьской железной дороги (Ленинградского направления): один у Крестовского путепровода (движение со стороны Москвы-Каланчёвской на север), второй у бывшего Алексеевского поста к одному из боковых путей Москвы-Товарной (движение из западной части станции в сторону Москвы-Пасс., то есть Ленинградского вокзала). Таким образом, Москва-Рижская граничит с ОЖД наряду с Николаевкой, съезд с которой расположен тоже у Крестовского путепровода с севера от путей ОЖД, передаточной станцией для обеих границ является Москва-Товарная.

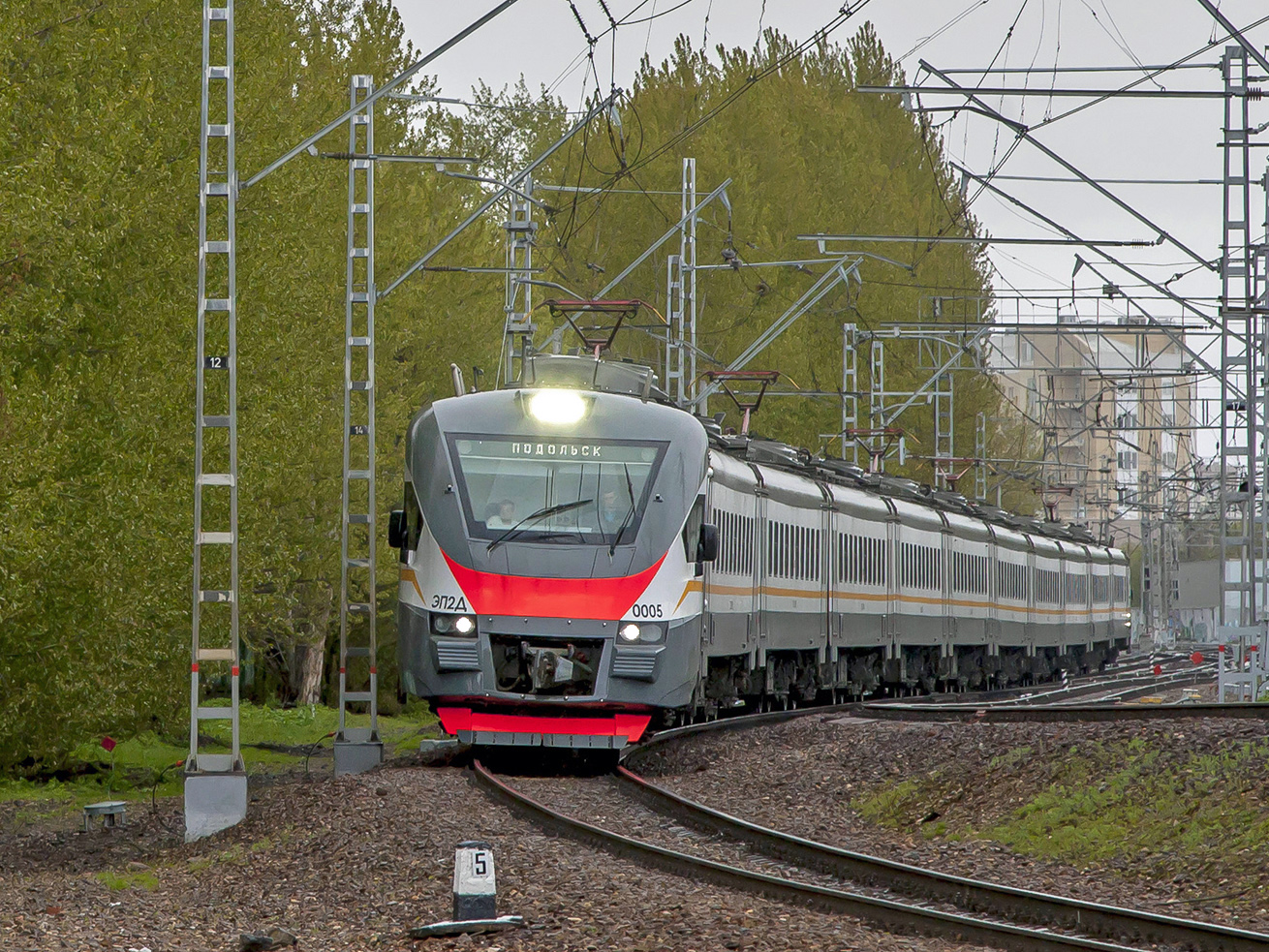
Электропоезд ЭП2Д-0005 на станции Москва-Рижская
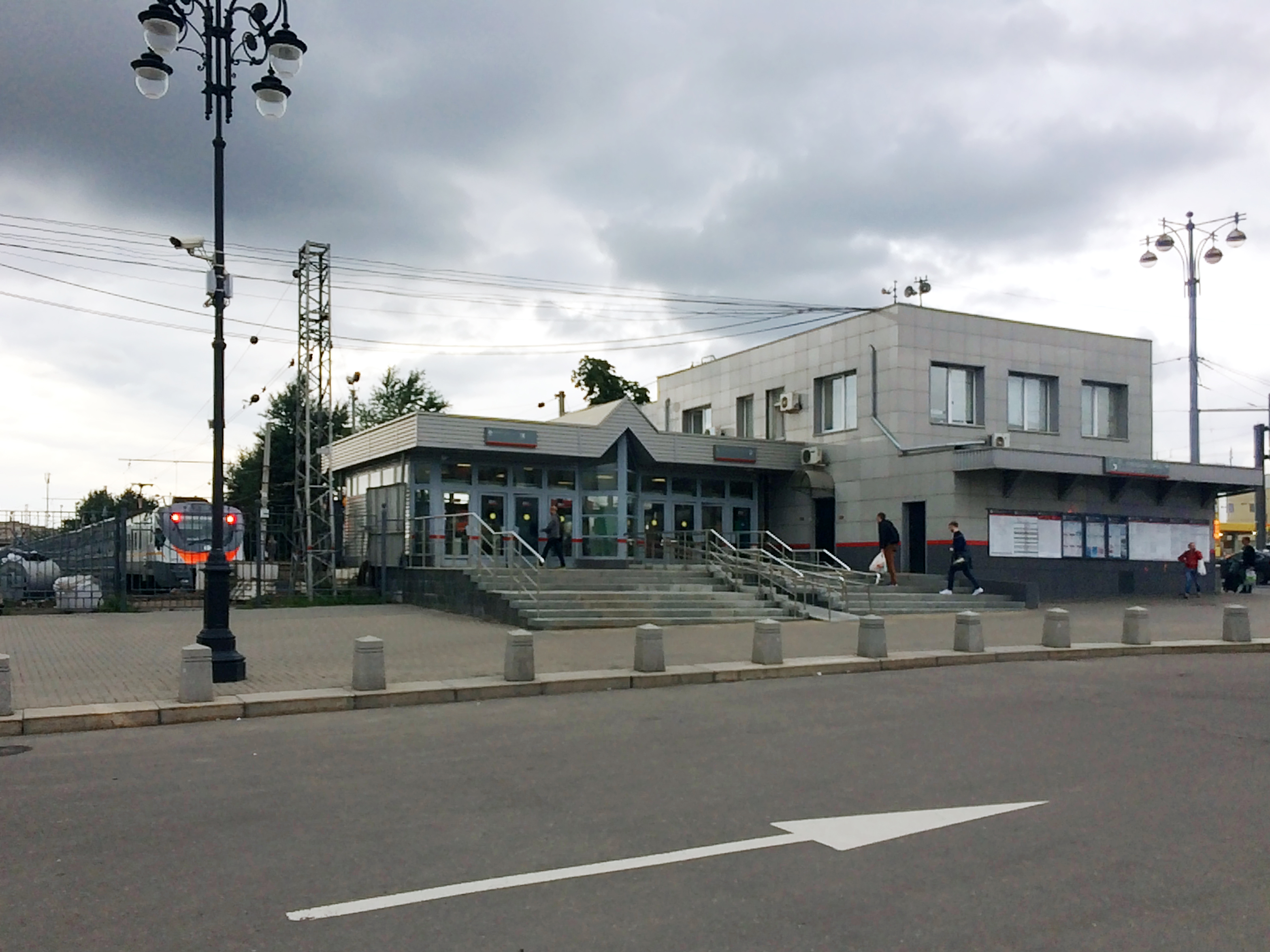
Вход на перроны (платформы 3, 4) поездов пригородного сообщения.
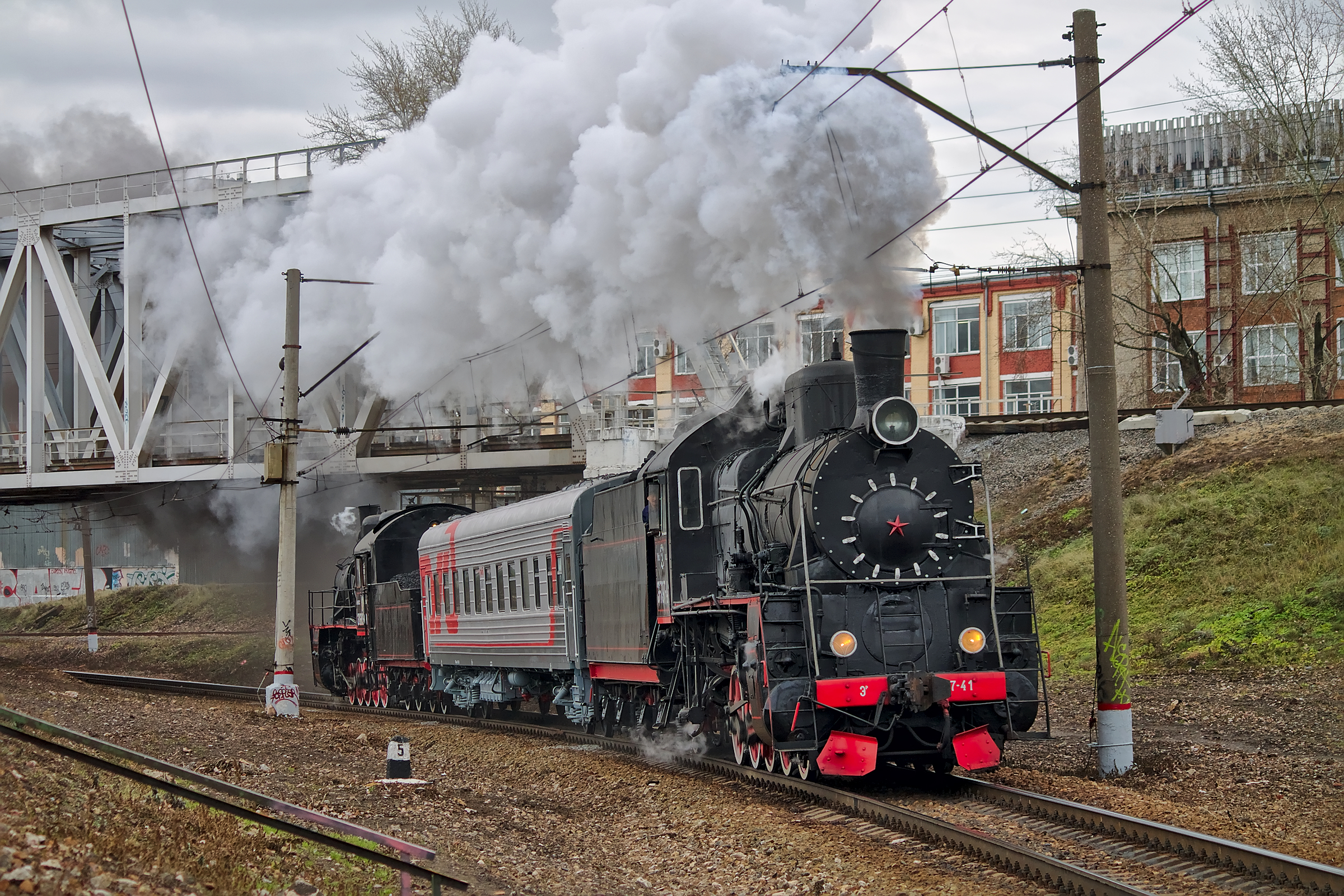
Туристический ретропоезд с паровозом Эр-97-41 на Рижском вокзале
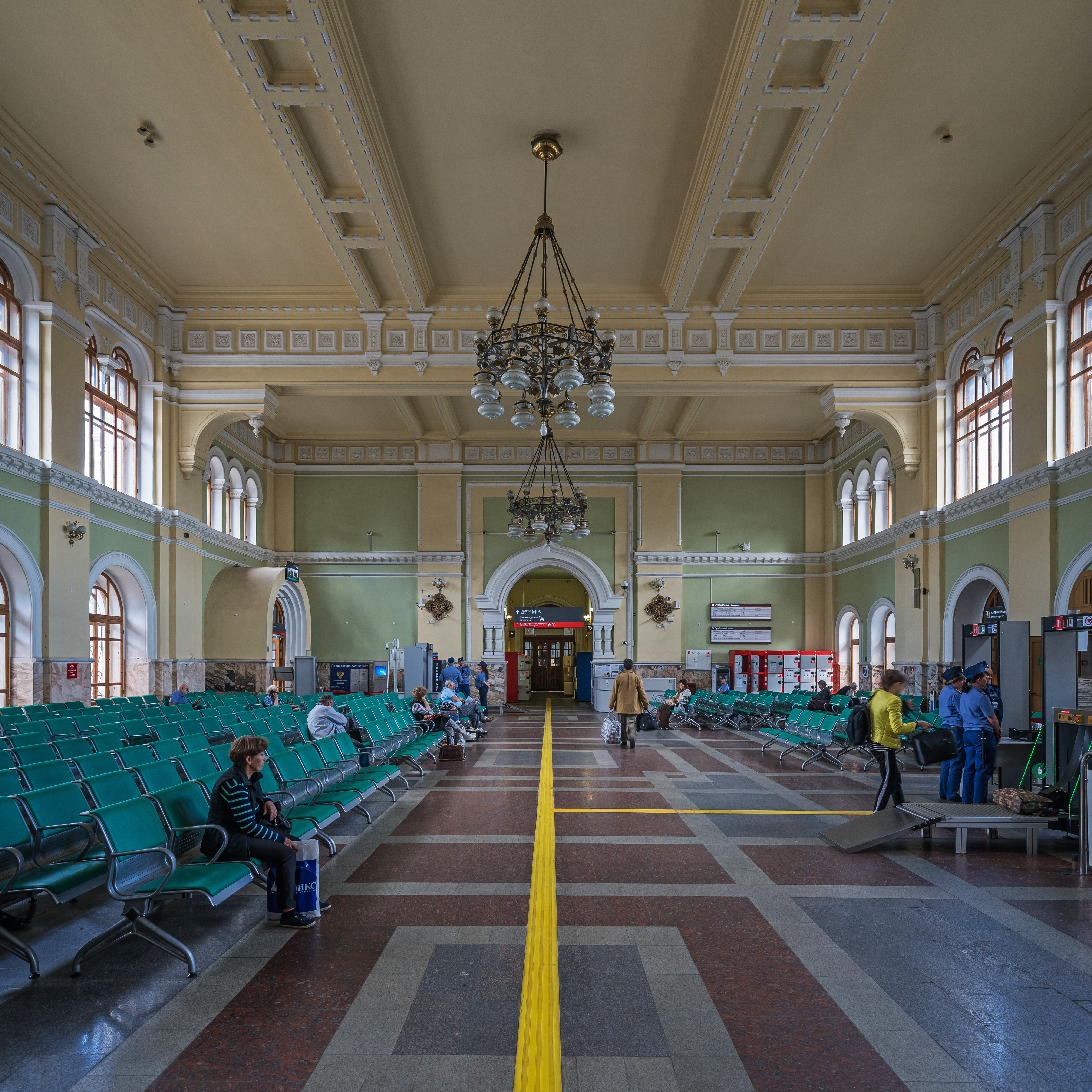
Интерьеры зала ожидания

## История
Здание вокзала в русском стиле построено в 1897—1901 годах по проекту петербургского архитектора С. А. Бржозовского в рамках строительства Московско-Виндавской железнодорожной линии.
Строительство вокзала велось под руководством архитектора Ю. Ф. Дидерихса, наблюдение за строительством осуществлял Ф. О. Дворжецкий-Богданович.
Изначально существовало две отдельные станции: пассажирская и грузовая. До 1929 года они назывались Москва-Пассажирская Балтийская и Москва-Товарная Балтийская соответственно. В 1929 году переименованы в Москва-Пассажирская Ржевская и Москва-Товарная Ржевская, затем объединены в одну станцию Москва-Ржевская. В 1948 году станция переименована в Москва-Рижская. В 1999 году оборудована турникетами.
В связи с небольшой загрузкой Рижского и Савёловского вокзалов в начале 2000-х годов предлагалось их закрыть, перевести пригородные поезда на другие вокзалы (рассматривались и варианты создания новых терминалов) и ликвидировать подъездные железнодорожные пути. Эти планы не были реализованы.
24 октября 2008 года станция была закрыта для грузовой работы со сменой кода АСУЖД (ЕСР) с 196108 на 196127. Станция являлась по характеру работы грузовой, по объёму внеклассной, ныне станция пассажирская 1 класса.
Ежегодно в майские праздники с Рижского вокзала отправляется «Поезд Победы». 9 мая 2018 года традиционный рейс до платформы Дубосеково был выполнен составом с двумя сцепленными паровозами П36. Паровозы приписаны к паровозной колонне Московской железной дороги, базирующейся в Музейно-производственном комплексе «Паровозное депо Подмосковная».
Над главным подъездом установлены куранты. В 2000—2010-х годах в начале каждого часа, перед боем часов, они отбивали первые две строки из припева песни Раймонда Паулса «Вернисаж».
31 июля 2004 года на реконструированной территории бывшего отстойника вагонов станции Москва-Рижская состоялось открытие экспозиционной площадки Музея истории развития железнодорожного транспорта Московской железной дороги. На площадке представлены более 60 экспонатов железнодорожной техники.

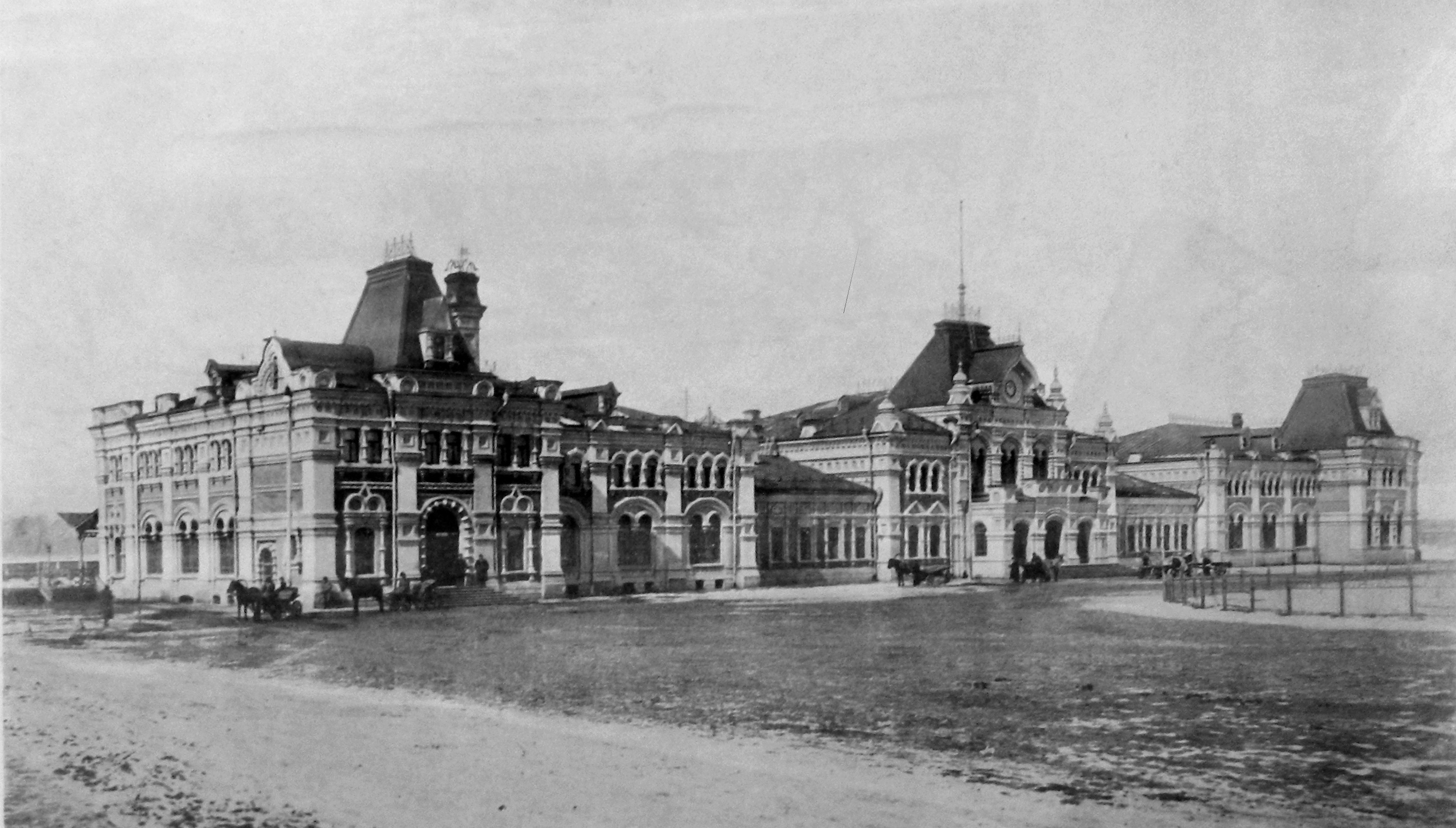
Виндавский вокзал. Вид со стороны 1-й Мещанской. 1901 год
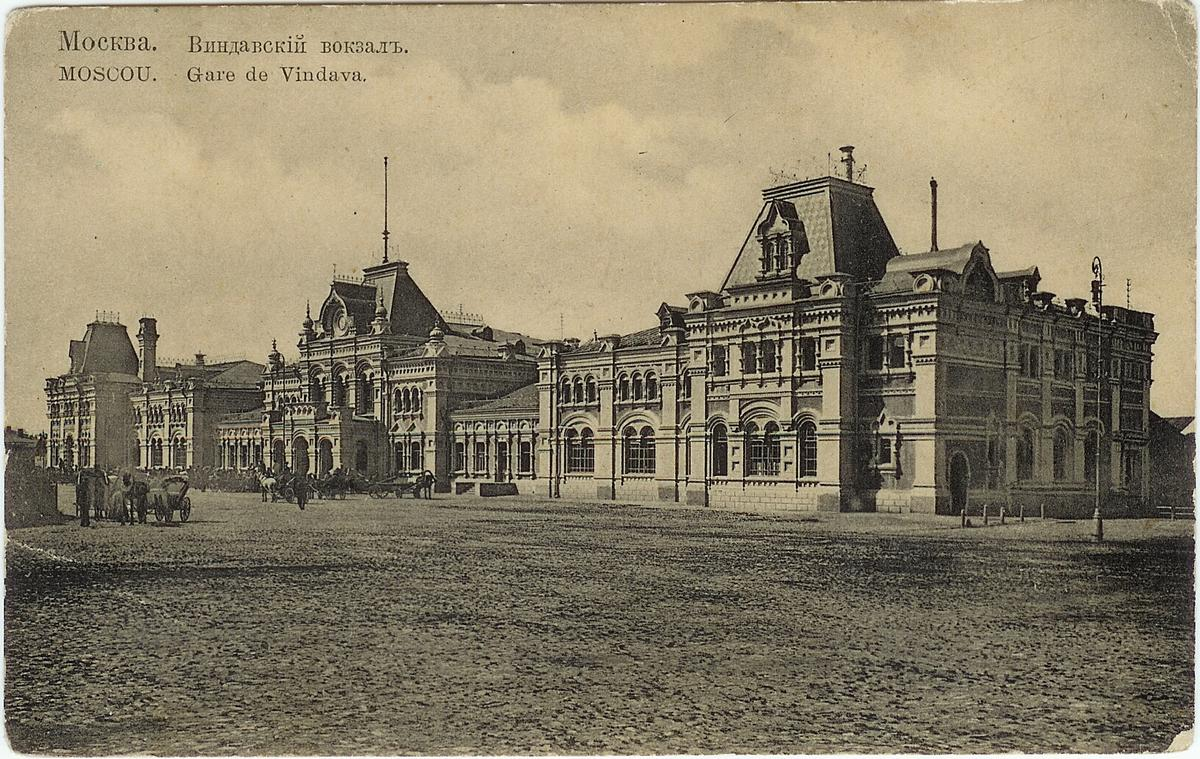
Почтовая открытка с видом на Виндавский вокзал (не позднее 1917 г.)
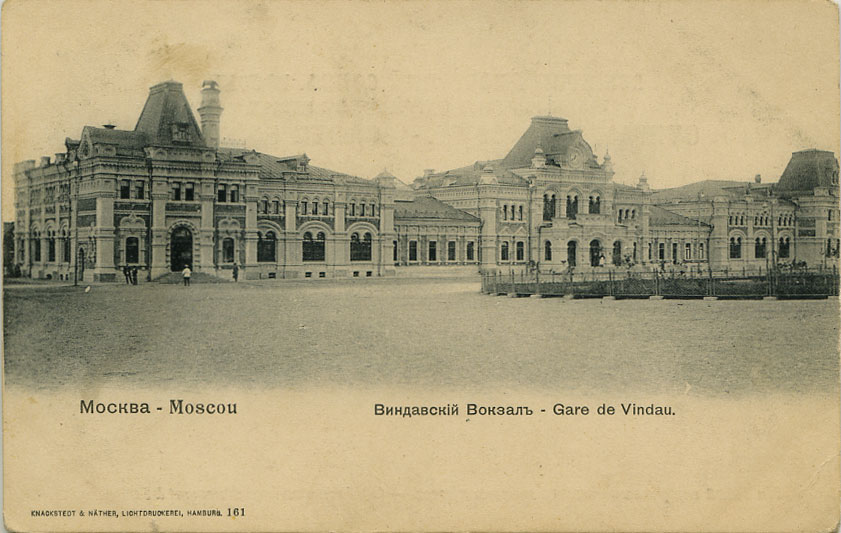
Почтовая открытка с видом на Виндавский вокзал (не позднее 1917 г.)

С 1 марта 2023 по 1 сентября 2024 года Рижский вокзал был закрыт для посадки и высадки пассажиров из-за строительства транспортно-пересадочного узла (ТПУ «Рижская») и модернизации здания вокзала; часть маршрутов пригородных поездов были продлены до Курского вокзала. Поезд Москва — Рига был отменён в 2020 году из-за пандемии коронавирусной инфекции, поезда на Великие Луки и Псков переведены на Белорусский вокзал.

## Пассажирское движение

### Отмена поездов дальнего следования
С 1 мая 2021 года пассажирский терминал Рижского вокзала обслуживает только пригородные маршруты (за исключением туристических, памятных и ретро-поездов). Поезда дальнего следования до Великих Лук и Пскова перенесены отправлением на Белорусский вокзал. Фирменный поезд «Latvijas Ekspresis» сообщением Москва-Рига был отменён в 2020 году, в связи с пандемией COVID-19 на неопределённое время.

### Пригородное сообщение
С Рижского вокзала отправляются пригородные электропоезда до Нахабина, Дедовска, Новоиерусалимской, Румянцево, Волоколамска, Шаховской и обратно. На линии работают электропоезда ЭП2Д. Также с Рижского вокзала следовали электропоезда «Ласточка» до станции Муравьёво (через Тушино, Истру, Волоколамск, Шаховскую, Княжьи Горы, Погорелое Городище, Зубцов, Ржев, Ржевский мемориал), однако теперь они следуют от и до Курского вокзала. Маршруты обслуживает Центральная пригородная пассажирская компания.

### Пассажиропоток
По состоянию на конец 2018 года пассажирский терминал Рижского вокзала обслуживает ежесуточно около 4000 человек. Каждый месяц в 2018 году пассажирским терминалом станции Москва-Рижская обрабатывается 296 103 человека, из которых 266 783 пассажира пришлось на пригородное сообщение и 29 320 человек перевезено поездами дальнего следования.

## Общественный транспорт

### Наземный транспорт
На этой станции можно пересесть на следующие маршруты городского пассажирского транспорта:
- Автобусы: м2, м9, 33, 265, 418, с510, 519, 539, с585, 604, 714, 778, 903, т42, н9

### Московский метрополитен
- «Рижская» — станция Калужско-Рижской линии.
- «Рижская» — станция Большой кольцевой линии.

### Московские центральные диаметры
- Рижская — остановочный пункт D2 Нахабино — Подольск и, в будущем, D4 Апрелевка — Железнодорожная.
- Рижская — реконструируемый остановочный пункт D3 Зеленоград-Крюково — Ипподром.

## Памятники
- Бронзовый бюст архитектора С. А. Бржозовского, автора проекта здания Рижского вокзала. Бюст расположен на постаменте из красного гранита с прикрепленным к нему картушем из бронзы с надписью «Архитектор Бржозовский Станислав Антонович. Автор здания Рижского вокзала». Памятник работы С. А. Щербакова, был открыт в 2014 году и установлен слева от главного входа в здание вокзала[19][20].
- Памятный знак «Железнодорожные вокзалы Москвы» — монумент из красного гранита на постаменте в виде стилизованного свитка географической карты (картуша), в центре которого расположен бронзовый барельеф с изображением девяти вокзалов Москвы, расставленных вокруг Московского Кремля; композицию монумента венчает скульптура Георгия Победоносца на коне, поражающего копьём змея — символа герба Москвы. На постаменте бронзовыми буквами выложена надпись «Железнодорожные вокзалы Москвы». Памятник работы скульптора С. А. Щербакова[21] был открыт в конце 2014 года[20][22]. Памятник расположен справа от главного входа в здание вокзала.
- Памятник воинам-железнодорожникам — стела из бронзы на гранитном пьедестале с именами сорока Героев Советского Союза, шестнадцати полных кавалеров Ордена Славы, семи Героев социалистического труда и заглавием «1941-1945. Героям железнодорожникам», выполненных в технике барельефа на фоне композиции из железнодорожных путей и железнодорожной техники; композицию монумента венчает Орден «Победы», обрамлённый бронзовым венком славы; на обратной стороне обелиска изображена композиция из движущейся железнодорожной техники на фоне города и ленты с надписью «1941-1945». В основании памятника заложена капсула с землёй, которая доставлена из семи регионов Московской железной дороги[23]. Памятник работы скульптора С. А. Щербакова был открыт 5 мая 2011 года. Памятник расположен на территории экспозиционной площадки Музея истории развития железнодорожного транспорта Московской железной дороги РЖД.

## В кинематографе
- «Семь нянек» (1962)
- «Семнадцать мгновений весны» (1973)
- «Открытая книга» (1977)
- «По семейным обстоятельствам» (1977)
- «Трактир на Пятницкой» (1978)
- «Вокзал для двоих» (1982)
- «Смерть на взлёте» (1982)
- «Ближний круг» (1991)
- «Бригада» (2002)
- «Рельсы счастья» (2006)
- «Адмиралъ» (2008)
- «Путейцы» (2008)
- «Бабло» (2011)
- «Молодёжка» (2013)
- «Дед Мазаев и Зайцевы» (2015)

## Статьи и публикации
- Старостин М., Поздеев А. Красногорские электрички. Время паровозов. 1901-1945 // Красная Горка : интернет-портал города Красногорска. — 2000.
- Жукова А. В. Из истории строительства железной дороги Виндава-Москва // Красная Горка : интернет-портал города Красногорска. — 2008.